# Вороново (Мошковский район)
Вороново — деревня в Мошковском районе Новосибирской области. Входит в состав Балтинского сельсовета. 

## География
Площадь деревни — 121 гектар.

## Население
| 2002 | 2007 | 2010 |
| ---- | ---- | ---- |
| 256  | ↘250 | ↘233 |

## Инфраструктура
В деревне по данным на 2007 год функционируют 1 учреждение здравоохранения и 1 учреждение образования.